# Stephanie Seymourová
Stephanie Michelle Seymourová (* 23. července 1968 San Diego) je americká herečka a modelka. Pózovat začala už v dětství, v roce 1983 se stala finalistkou prvního ročníku soutěže Elite Model Look. Patřila k představitelkám „zlaté éry“ modelingu na přelomu osmdesátých a devadesátých let, její snímky se objevily v časopisech Sports Illustrated Swimsuit Issue, Vogue a Playboy, byla jedním z „andělů“ značky spodního prádla Victoria's Secret, vystupovala také v kampaních firem Valentino, L’Oréal a Gap. Spolupracovala s předními fotografy jako Richard Avedon, Herb Ritts nebo Mario Testino. V letech 1991–1993 byl jejím přítelem zpěvák Axl Rose, Stephanie hrála ve videoklipech jeho skupiny Guns N' Roses Don't Cry, November Rain a Estranged. Objevila se v počítačové hře Hell: A Cyberpunk Thriller, v životopisném filmu Eda Harrise Pollock ztvárnila roli Helen Frankenthalerové, hrála i v seriálu Zákon a pořádek: Zločinné úmysly. Vydala knihu Stephanie Seymour's Beauty Secrets for Dummies. Z prvního manželství s hudebníkem Tommy Andrewsem má syna, otcem dalších tří jejích dětí je podnikatel Peter M. Brant.